# Tlgadintsi
Pour les articles homonymes, voir Haroutiounian.
Tlgadintsi de son nom de plume, né Hovhannès Haroutiounian en 1860 et mort assassiné en 1915 à Elâzığ, est un écrivain et un professeur arménien. Il est l'un des intellectuels victimes de la rafle des intellectuels arméniens du 24 avril 1915 à Constantinople et une victime du génocide arménien.

## Image

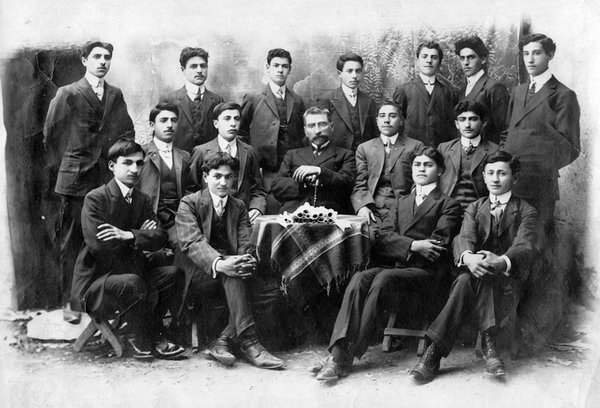
Tlgadintsi entouré de ses élèves en 1910 à Kharpout.